# 渡邊多惠子
渡邊多惠子（1960年8月29日—），日本漫畫家。東京都出身。血型AB型。1979年以出道。
體驗了美國寄宿生活後，以男孩子氣的美國少女菲兒為主角，於小學館『別冊少女Comic』展開首次長期連載《寶貝家庭》（ファミリー!）。1986年，這部作品以《Oh!ファミリー》之名動畫化。
2008年在小學館的『月刊flowers』雜誌連載《光之風》－一部以新選組為主角的作品。

## 得獎經歷
- 1987年：第16屆日本漫画家協会賞優秀賞－《聖14戀曲》（聖14グラフィティ）
- 1990年：第36屆小學館漫畫賞－《雙星有約》
- 2002年：第48屆小学館漫画賞－《光之風（日语：風光る (渡辺多恵子の漫画)）》

## 作風
常有心直口快的發言，比如在作品後記中對讀者發難：「不要（在書店）只站著讀不買！」。亦曾在在自己的網站表示對大河劇『新選組! 』（2004）的強烈不滿。

## 作品列表

### 漫畫
- 寶貝家庭（小學館《別冊少女Comic》1981年7月号～1985年9月号、全11冊）、大然文化
- 青春萬花筒（日语：たてよこななめプリズム’80）（小學館 フラワーコミックス、1983年、全1冊）、大然文化
- 愛情萬花筒（日语：ぼくたちの空色）（小學館 フラワーコミックス、1984年、全1冊）、大然文化
- 聖14戀曲（日语：聖14グラフィティ）（小學館、1985年～1987年、全2冊）、大然文化
- 雙星有約（小學館《別冊少女Comic》1989年1月号～1995年7月号、全15冊）、大然文化
- 似雨的溫柔（日语：雨に似ている）（小學館 フラワーコミックススペシャル、1992年、全1冊）、大然文化
- 愛在億萬光年（日语：ジョセフへの追想）（小學館、1992年、全1冊）、大然文化
- 初相識 We are（日语：We are）（小學館 フラワーコミックススペシャル、1995年、全1冊）、大然文化
- 光之風（日语：風光る (渡辺多恵子の漫画)）（小學館《別冊少女Comic》《月刊flowers》1998～2020、全45冊）、青文出版社，台灣33冊待續

### 小說插畫
- （以上兩作均為氷室冴子所著，集英社文庫）

## 外部連結
- （日語）光之風官方網站
- （日語）小學館flowers官方網站 （页面存档备份，存于）